# Stèle d'Ânkhefenkhonsou

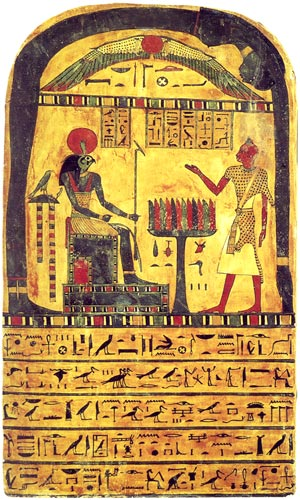
Stèle d'Ânkhefenkhonsou

La stèle d'Ânkhefenkhonsou (également connue comme la Stèle de la Révélation) est une stèle d'offrande datant de -680/-670, fin de la XXVe / début de la XXVIe dynastie, découverte en 1858 dans le temple funéraire d'Hatchepsout à Deir el-Bahari par Auguste Mariette. Elle a été réalisée pour le prêtre de Montou, Ânkhefenkhonsou, et a été découverte près de son cercueil composé de deux sarcophages anthropomorphes et deux cercueils intérieurs. 
La stèle est un exemple typique de stèle d'offrande de la fin de la Troisième Période intermédiaire thébaine datée de la fin de la XXVe / début de la XXVIe dynastie.
La stèle est faite de bois recouvert d'un enduit de plâtre qui a été peint. Elle mesure 51,5 centimètres de haut et 31 centimètres de large. Ânkhefenkhonsou, en tant que prêtre de Montou, présente des offrandes à la divinité à tête de faucon Rê-Horakhty, une forme des dieux Rê et Horus, qui est assis sur un trône. Au-sommet de la stèle il y a une représentation de Mout, la déesse du ciel qui s'étend sur tous les horizons. Directement sous elle, il y a le disque solaire ailé, l'Horus de Béhédet.
À l'origine située dans l'ancien Musée de Boulaq sous le numéro d'inventaire 666, la stèle a été déplacée vers 1902 au Musée égyptien du Caire (numéro d'inventaire A 9422), où elle demeure aujourd'hui.

## Texte
La stèle est peinte sur les deux faces avec des textes en hiéroglyphes, en face avant le chapitre 91 du livre des morts des Anciens Égyptiens, et sur l'arrière de la stèle, onze lignes de texte des chapitres 30 et 2.

### Face avant
[A1] Sous le disque solaire ailé : (Lui) Horbehedety, le Grand Dieu, Seigneur du ciel
[A2–A3] Devant Rê-Horakhty : Rê-Horakhty (« Rê-Horus des Deux Horizons »), chef des dieux
[A4–A8] Devant Ânkhefenkhonsu : L'Osiris, le serviteur du dieu Montou, seigneur de Ouaset, ouvreur des portes du ciel dans la plupart des lieux, Ânkh-ef-en-Khonsou, (juste de) voix
[A9] Sous la table d'offrande: (1000) pain, bière, bétail et volaille
[B1–B5] Texte principal :
[B1] Paroles prononcées par Osiris (le défunt), serviteur du dieu Montou, seigneur de Ouaset, ouvreur des portes du ciel dans la plupart des lieux, Ânkh-ef-en-Khonsou,
[B2] juste de voix : « O ! Soit loué, Grand de manifestations, le grand Ba dont
[B3] les dieux craignent, et qui apparaît sur son grand trône, fait le chemin du Ba, l'Âkh, et l'ombre, car je suis équipé de sorte que (je) peux y briller
[B4]  (comme) étant équipé. Montre-moi le chemin vers le lieu où sont Rê, Atoum, Khépri et Hathor ». L'Osiris, le serviteur du dieu Montou, seigneur de Ouaset,
[B5] Ânkh-ef-en-Khonsu, (juste de) voix, fils de Ba-sa-en-Mout, né de la chanteuse d'Amon-Rê, dame de la maison, Ta-Nesh(et)

### Arrière

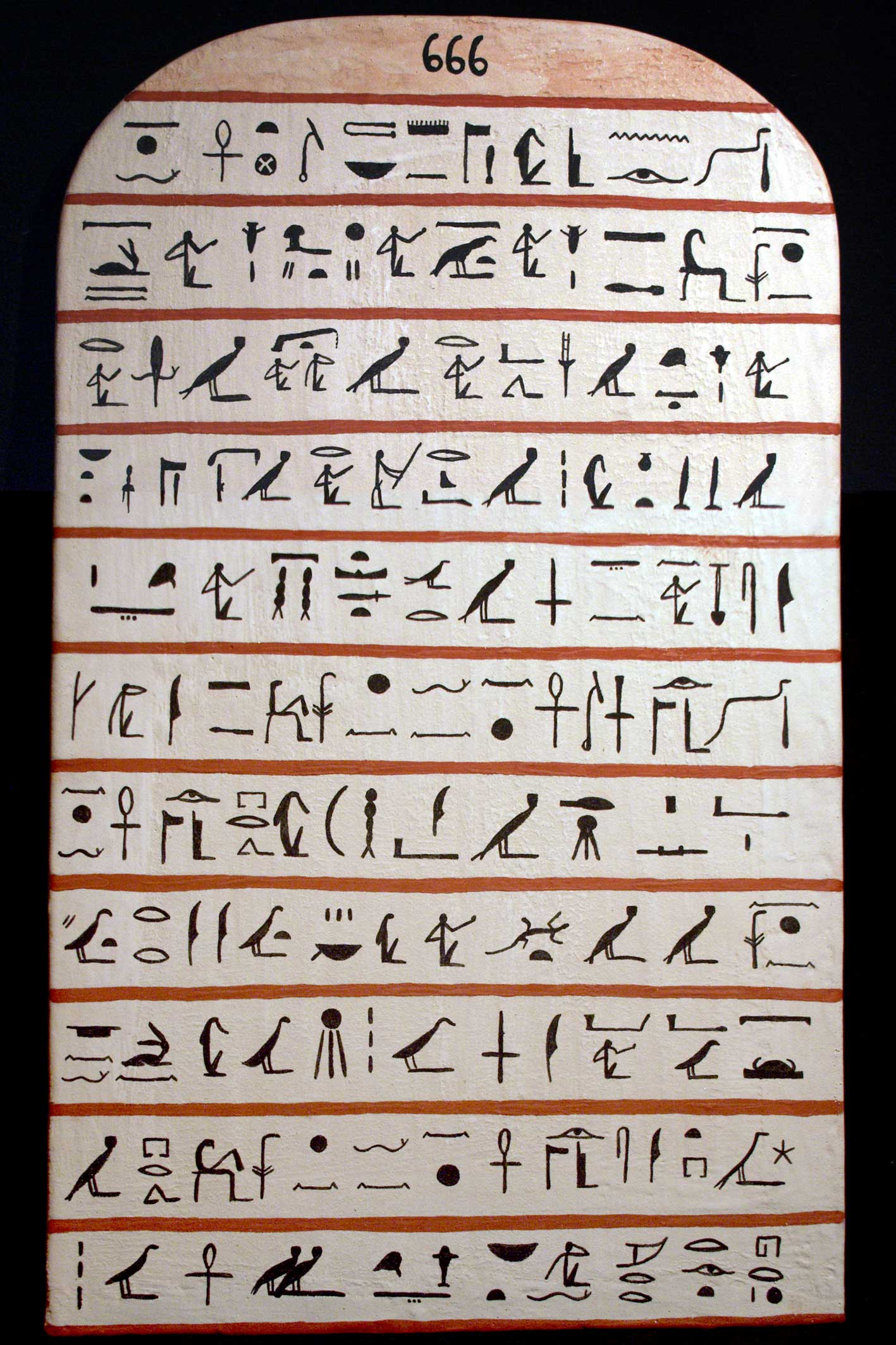
Copie de la face arrière de la stèle du Caire A 9422

[C1] Paroles prononcées par Osiris (le défunt), serviteur du dieu Montou, seigneur de Ouaset, Ânkh-ef-en-
[C2] Khonsou, juste de voix : « (O) mon cœur de ma mère [2 fois], (O) mon cœur pendant que j'ai existé
[C3] sur la terre, ne résiste pas contre moi en tant que témoin, ne m'oppose pas à
[C4] ce tribunal, ne soit pas hostile contre moi en présence du Grand Dieu, Seigneur de l'Occident,
[C5] Bien que j'aie été uni (moi-même) à la terre à l'Occident du Ciel, que je s'épanouisse sur la terre ! »
[C7] Mots dits par l'Osiris, le prêtre de Ouaset, Ânkh-ef-en-Khonsou, juste de voix : « O (vous qui êtes) unique
[C8] du bras, qui brille comme la lune, l'Osiris, Ânkh-ef-
[C9] en-Khonsou, sort de votre multitude,
[C10] (O) libérateur de ceux qui sont dans la lumière du soleil, ouverte pour lui
[C11] la Douât, en effet, l'Osiris, Ânkh-ef-en-Khonsou qui s'avance dans
[C12] la journée pour tout faire tout ce qui lui plaisait sur la terre parmi les vivants. »